# Lycostomus davidi
Lycostomus davidi là một loài bọ cánh cứng trong họ Lycidae. Loài này được Fairmaire miêu tả khoa học năm 1878.